# Soosan Firoz
Soosan Firoz lub Soosan Firooz (ur. 1989) – afgańska raperka tworząca w języku dari oraz aktorka telewizyjna. 
Urodziła się w Afganistanie, ale jej rodzina opuściła go już na początku lat 90, po okresie wojny domowej i dojściu Talibów do władzy. Wychowała się w sąsiednim Iranie. Od 2003 r., mieszka ponownie w Afganistanie, w Kabulu. 
Jak aktorka występuje w rolach drugoplanowych w serialach realizowanych przez lokalną telewizję.
Uważana jest za pierwszą afgańską raperkę. Swoje nagrania prezentuje za pośrednictwem internetu oraz podczas koncertów. Wystąpiła między innymi na trzydniowym festiwalu muzycznym w Kabulu w październiku 2012 r. W związku z ograniczeniami kulturowymi, które zakazują wspólnego przebywania kobiet i mężczyzn, pierwszego dnia festiwalu – artyści wystąpili dla publiczności żeńskiej, a w dwóch kolejnych dniach dla publiczności męskiej.
Jej teksty są mocno zaangażowane społecznie poruszając tematykę konfliktów zbrojnych w Afganistanie, nadziei na pokój oraz trudnej sytuacji kobiet w konserwatywnym muzułmańskim społeczeństwie. Muzykę pisze na komputerze i otrzymanym od fanów  keyboardzie. 
W związku z jej karierą muzyczną, jeden z krewnych zerwał z nią kontakt, mimo wszystko artystka ma mocne wsparcie rodziców. Jej matka zajmuje się działalnością  humanitarną w konserwatywnych regionach na południu kraju, a ojciec z uwagi na karierę muzyczną córki zrezygnował z pracy w jednej z instytucji rządowych i pełni funkcję sekretarza i ochroniarza artystki. 